# Південноафриканський стандартний час
|  | UTC-1 | Час Кабо-Верде |
|  | UTC   | Західноєвропейський час · Час за Гринвічем                                                                                  |
|  | UTC+1 | Центральноєвропейський час · Західноафриканський час · Західноєвропейський літній час                                       |
|  | UTC+2 | Східноєвропейський час · Центральноафриканський час · Західноафриканський літній час · Південноафриканський стандартний час |
|  | UTC+3 | Східноєвропейський літній час · Східноафриканський час                                                                      |
|  | UTC+4 | Час Маврикію · Час Сейшельських Островів                                                                                    |

Південноафрика́нський станда́ртний час (англ. South African Standard Time, SAST) — часовий пояс, який використовується в Південно-Африканській республіці, а також у Лесото та Есватіні. Час збігається з центральноафриканським і східноєвропейським часами (UTC+2). У поясі перехід на літній час не здійснюється.
Значна частина території, що використовує SAST, розташована у першому часовому поясі, відтак середній сонячний полудень настає там ближче до 13:00. Так, у Кейптауні (Західна Капська провінція) соце підіймається найвище між 12:29 і 13:00, а на крайньому заході Північної Капської провінції - між 12:37 і 13:08. Водночас на крайньому сході ПАР полудень настає між 11:32 (початок листопада) і 12:02 (середина лютого).